# Taylor Lautner
Taylor Daniel Lautner, född 11 februari 1992 i Grand Rapids, Michigan, är en amerikansk skådespelare. 
Han är mest känd från Twilightfilmerna, där han spelar Jacob Black, Bella Swans bästa vän. Han har medverkat i filmerna Twilight, New Moon och Eclipse, och Breaking Dawn som delats upp i två delar, där Jacob Black får en mer framträdande roll. Till en början var det inte säkert att Taylor skulle få spela Jacob även i de resterande filmerna, eftersom Jacob är betydligt mer vältränad och även längre i de kommande filmerna än i Twilight. Dock ville Taylor så gärna ha rollen, att han tillbringade flera timmar om dagen på gym under en längre tid [källa behövs]. Han lyckades då uppnå regissörens krav. Egentligen skulle Michael Copon spela Jacob Black. 
Taylor började med kampsport redan som 6-åring på Fabiano's Karate School i Holland, Michigan. Senare tränade han med Michael Chaturantabut, en skådespelare som grundat en egen stil - Xtreme Martial Arts. 
Taylor Lautners skådespelarkarriär började när hans kampsportsinstruktör övertalade honom att gå till en audition för en roll i en Burger Kingreklam. Trots att han inte lyckades särskilt bra, gillade han skådespeleriet så mycket att han bestämde sig för att försöka sig på en skådespelarkarriär. Snart pendlade han och hans familj mellan Michigan och Kalifornien, så att Taylor kunde gå på auditions. När Taylor var tio, flyttade familjen Lautner till Los Angeles, enbart för att Taylor skulle kunna satsa fullt ut som skådespelare.
År 2005 fick Taylor Lautner en roll i Fullt hus igen. Där fick han spela Eliot Murtaugh, son till Jimmy Murtaugh, som blir kär i Sarah Baker (Alyson Stoner). Han medverkade också i 3D-filmen På äventyr med Sharkboy och Lavagirl från 2005.

På MTV Video Music Awards 2009 var han prisutdelare i kategorin "Årets bästa kvinnliga video". Han steg upp på scenen ännu en gång under kvällen, då för att introducera den sista New Moon-trailern före premiären, tillsammans med Kristen Stewart och Robert Pattinson. Han har fått träna mycket för att få sin Jacob Black-roll. 

## Filmografi i urval
- Shadow Fury (2001)
- Summerland - To thine self be true (2004)
- The Bernie Mac Show (Två avsnitt 2003-2004)
- My wife and kids - Class reunion (2004)
- What's new Scooby Doo? (Två avsnitt 2005)
- På äventyr med Sharkboy och Lavagirl (2005)
- Duck Dodgers (Två avsnitt 2005)
- Danny Phantom (Tre avsnitt 2005)
- Fullt hus igen (2005)
- Love inc (2006)
- He's a bully, Charlie Brown (2006)
- The Twilight Saga: Twilight (2008)
- My own worst enemy (Sju avsnitt 2008)
- The Twilight Saga: New Moon (2009)
- Valentine's Day (2010)
- The Twilight Saga: Eclipse (2010)
- Abduction (2011)
- The Twilight Saga: Breaking Dawn - Part 1(2011)
- The Twilight Saga: Breaking Dawn - Part 2 (2012)
- Grown Ups 2 (2013)
- Tracers (2015)
- The Ridiculous 6 (2015)
- Run the Tide (2016)